# La Coucourde
La Coucourde est une commune française, située dans le département de la Drôme en région Auvergne-Rhône-Alpes.
Ses habitants sont dénommés les Coucourdois.
Avant 1897, la commune portait le nom de Lachamp.

## Géographie

### Localisation
La Coucourde est située dans la vallée du Rhône, à 12 km au nord de Montélimar.

### Hydrographie
Le territoire communal est longé par le Rhône et arrosé par le Leyne.

### Climat
Pour des articles plus généraux, voir Climat d'Auvergne-Rhône-Alpes et Climat de la Drôme.
En 2010, le climat de la commune est de type climat méditerranéen franc, selon une étude du CNRS s'appuyant sur une série de données couvrant la période 1971-2000. En 2020, Météo-France publie une typologie des climats de la France métropolitaine dans laquelle la commune est exposée à un climat méditerranéen et est dans la région climatique  Provence, Languedoc-Roussillon, caractérisée par une pluviométrie faible en été, un très bon ensoleillement (2 600 h/an), un été chaud (21,5 °C), un air très sec en été, sec en toutes saisons, des vents forts (fréquence de 40 à 50 % de vents > 5 m/s) et peu de brouillards. 
Pour la période 1971-2000, la température annuelle moyenne est de 13,1 °C, avec une amplitude thermique annuelle de 18 °C. Le cumul annuel moyen de précipitations est de 911 mm, avec 6,8 jours de précipitations en janvier et 4,2 jours en juillet. Pour la période 1991-2020, la température moyenne annuelle observée sur la station météorologique de Météo-France la plus proche, sur la commune de Marsanne à 7 km à vol d'oiseau, est de 13,4 °C et le cumul annuel moyen de précipitations est de 967,5 mm,. Pour l'avenir, les paramètres climatiques de la commune estimés pour 2050 selon différents scénarios d'émission de gaz à effet de serre sont consultables sur un site dédié publié par Météo-France en novembre 2022.

### Voies de communication et transports
Le territoire communal est traversé par la route nationale 7 (RN 7).

## Urbanisme

### Typologie
Au 1er janvier 2024, La Coucourde est catégorisée bourg rural, selon la nouvelle grille communale de densité à 7 niveaux définie par l'Insee en 2022.
Elle est située hors unité urbaine. Par ailleurs la commune fait partie de l'aire d'attraction de Montélimar, dont elle est une commune de la couronne,. Cette aire, qui regroupe 45 communes, est catégorisée dans les aires de 50 000 à moins de 200 000 habitants,.

### Occupation des sols
L'occupation des sols de la commune, telle qu'elle ressort de la base de données européenne d’occupation biophysique des sols Corine Land Cover (CLC), est marquée par l'importance des forêts et milieux semi-naturels (43,6 % en 2018), une proportion identique à celle de 1990 (43,6 %). La répartition détaillée en 2018 est la suivante : 
forêts (43,6 %), zones agricoles hétérogènes (30,1 %), eaux continentales (13,9 %), zones urbanisées (6,8 %), prairies (2,9 %), zones industrielles ou commerciales et réseaux de communication (2,7 %). L'évolution de l’occupation des sols de la commune et de ses infrastructures peut être observée sur les différentes représentations cartographiques du territoire : la carte de Cassini (XVIIIe siècle), la carte d'état-major (1820-1866) et les cartes ou photos aériennes de l'IGN pour la période actuelle (1950 à aujourd'hui).

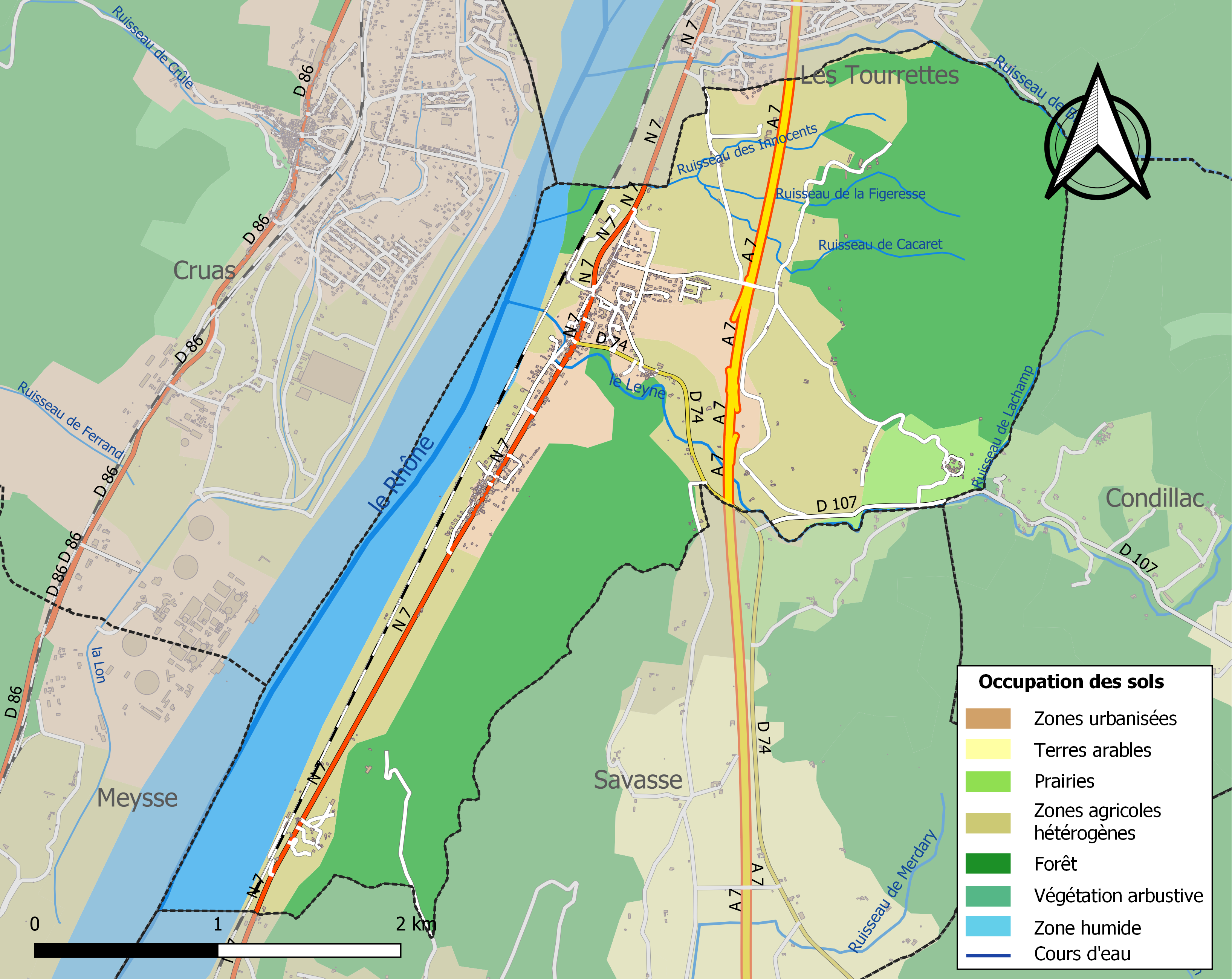
Carte des infrastructures et de l'occupation des sols de la commune en 2018 (CLC).

## Toponymie

### Lachamp
Attestations
Lachamp est cité dès le VIIe siècle.
Dictionnaire topographique du département de la Drôme :
- 1179 : mention de la paroisse : ecclesia de Calmo (cartulaire de Saint-Chaffre) ;
- 1360 : castrum de Calma (cartulaire de Montélimar, 62) ;
- XVe siècle : mention de la paroisse : cura de Calma (pouillé de Valence) ;
- 1790 : Granges-de-Lachamp-Leine-et-la-Coucourde ;
- 1891 : Lachamp, commune du canton de Marsanne.

Étymologie

### La Coucourde
Attestations
Dictionnaire topographique du département de la Drôme :
- 1487 : de Cocordacio (cartulaire de Montélimar, 319) ;
- 1621 : La Cougourde-sur-Lachamp (Lacroix, L'arrondissement de Montélimar, IV, 266) ;
- XVIIIe siècle : Cocourde (Cassini) ;
- 1891 : La Coucourde, hameau de la commune de Lachamp.

(vers 1897)[réf. nécessaire] : La Courcourde, commune.
Étymologie
La Coucourde viendrait du mot « cougourde » qui, en provençal, est le nom donné à la courge (cocorda/cogorda). On retrouve une courge d'or sur le blason de la commune[réf. nécessaire].
L'ancien hameau devrait son nom à une auberge, « La Courge d'Or ».

## Histoire

### Antiquité: les Gallo-romains
- Présence romaine à Derbières (ancien relais de poste)[13].
- Fragments de colonne (milliaire) sur la via Agrippa (Lyon-Arles)[13].

### Du Moyen Âge à la Révolution
Le village d'origine de la communauté est Lachamp, à l'est, au débouché dans la plaine d'un petit cours d'eau, le Leyne, village perché où subsistent les vestiges d'une enceinte médiévale.
La seigneurie :
- Terre des Adhémar, hommagée par eux au pape.
- Vers 1360 : acquise (avec celle des Tourrettes) par les abbés de Cruas qui en resteront les seigneurs jusqu'à la Révolution.

XIVe siècle : la commune est ravagée par les guerres.
Dès le commencement du XVIIe siècle, il y avait dans cette localité une station de la poste aux chevaux.
1789 (démographie) : 320 habitants.
Avant 1790, Lachamp était une communauté de l'élection, subdélégation et sénéchaussée de Montélimar.

Elle formait une paroisse du diocèse de Valence qui fut unie, dès le XVIe siècle, à celle des Tourrettes, et dont les dîmes appartenaient à l'abbé de Cruas, qui présentait à-la cure.

### De la Révolution à nos jours
1790 : la communauté, sous le nom de Granges-de-Lachamp-Leine-et-la-Coucourde, devient une municipalité du canton de Sauzet. La réorganisation de l'an VIII (1799-1800) en fait une commune du canton de Marsanne.
Le 29 juin 1854, la Compagnie du chemin de fer de Lyon à la Méditerranée (LM) ouvre à l'exploitation la section de Valence à Avignon qui traverse le territoire de la commune où elle met en service la gare de La Coucourde.
1898 : le chef-lieu de la commune est transféré à La Coucourde.

## Politique et administration

### Liste des maires
| Période                                  | Période                        | Identité       | Étiquette | Qualité |
| ---------------------------------------- | ------------------------------ | -------------- | --------- | ------- |
| Les données manquantes sont à compléter. |                                |                |           |         |
| mars 1995                                | En cours (au 21 novembre 2020) | Jean-Luc Zanon | PS        | cadre   |

## Population et société

### Démographie
L'évolution du nombre d'habitants est connue à travers les recensements de la population effectués dans la commune depuis 1793. Pour les communes de moins de 10 000 habitants, une enquête de recensement portant sur toute la population est réalisée tous les cinq ans, les populations de référence des années intermédiaires étant quant à elles estimées par interpolation ou extrapolation. Pour la commune, le premier recensement exhaustif entrant dans le cadre du nouveau dispositif a été réalisé en 2007.

En 2022, la commune comptait 1 214 habitants, en évolution de +15,07 % par rapport à 2016 (Drôme : +2,64 %, France hors Mayotte : +2,11 %).
| 1793 | 1800 | 1806 | 1821 | 1831 | 1836 | 1841 | 1846 | 1851 |
| ---- | ---- | ---- | ---- | ---- | ---- | ---- | ---- | ---- |
| 305  | 297  | 339  | 371  | 428  | 440  | 446  | 458  | 468  |

| 1856 | 1861 | 1866 | 1872 | 1876 | 1881 | 1886 | 1891 | 1896 |
| ---- | ---- | ---- | ---- | ---- | ---- | ---- | ---- | ---- |
| 447  | 468  | 490  | 450  | 488  | 414  | 456  | 461  | 441  |

| 1901 | 1906 | 1911 | 1921 | 1926 | 1931 | 1936 | 1946 | 1954 |
| ---- | ---- | ---- | ---- | ---- | ---- | ---- | ---- | ---- |
| 443  | 423  | 401  | 351  | 348  | 350  | 356  | 246  | 491  |

| 1962 | 1968 | 1975 | 1982 | 1990 | 1999 | 2006 | 2007 | 2012  |
| ---- | ---- | ---- | ---- | ---- | ---- | ---- | ---- | ----- |
| 513  | 522  | 470  | 563  | 687  | 749  | 897  | 918  | 1 008 |

| 2017  | 2022  | - | - | - | - | - | - | - |
| ----- | ----- | - | - | - | - | - | - | - |
| 1 071 | 1 214 | - | - | - | - | - | - | - |

### Enseignement
La commune de la Coucourde relève de l'académie de Grenoble.
Les élèves commencent leurs études sur la commune, qui dispose d'une seule école publique maternelle et élémentaire appelée école Claudette Pénelon.

### Manifestations culturelles et festivités
- Fête patronale : deuxième dimanche d'août[13].
- Concours de la Coucourde d'Or (élection de miss Coloquinte) : premier dimanche de novembre[13].

### Loisirs
- Port sur le Rhône : aménagements nautiques[13].
- Pêche[13].

### Médias
Le territoire de la commune se situe dans l'aire de diffusion de plusieurs médias :
- Presse écrite
  - Le Dauphiné libéré, quotidien régional qui consacre, chaque jour, y compris le dimanche, dans son édition de « Romans et Drôme des collines » un ou plusieurs articles à l'actualité du canton et de la commune, ainsi que des informations sur les éventuelles manifestations locales, les travaux routiers, et autres événements divers à caractère local.
  - L'Agriculture Drômoise, journal d'informations agricoles et rurales, couvre l'ensemble du département de la Drôme.
  - Drôme Hebdo (ancien Peuple Libre), hebdomadaire chrétien d'informations.
- Presse audio-visuelle
  - Ici Drôme Ardèche est une radio publique diffusée sur son territoire et sur la totalité du département.

## Économie
En 1992 : céréales, ovins.
- Marchés : lundi (toutes les deux semaines)[13].
- Foire : le 11 décembre[13].
- Produits locaux : la caillette[13].

L'agriculture est de type polyculture-élevage, avec des spécialisations dans la production de semence de maïs, de tournesol, de colza. Il y a aussi des élevages de poulet label. La culture de lavandin est aussi présente, destinée à la distillation pour obtenir de l'huile essentielle. Une puissante station de pompage est présente sur la commune, afin d'irriguer la plaine de Marsanne avec l'eau du Rhône[réf. nécessaire].

## Culture locale et patrimoine

### Lieux et monuments
- Tour de Leyne, maison forte construite en 1309 par les comtes de Valentinois près du péage moyenâgeux sur la route royale, remaniée au XIXe siècle.

Légende d'Hélène la Lépreuse, enfermée dans le château.
- Mairie du XVIIe siècle : cheminée avec écusson daté[13].
- Gare de La Coucourde - Condillac (fermée), dispose toujours de ses bâtiments et notamment du bâtiment voyageurs ouvert en 1854.
- Lachamp : restes d'enceinte du village fortifié médiéval (en cours de restauration en 1992[13]).
- Lachamp : église d'origine romane (sur voie romaine) : cloche et autel[13].
- Alpion : motte castrale.
- Église Saint-Antoine.
- Église Saint-François-Régis.

### Patrimoine culturel
- Musée de la batellerie[13].
- Association culturelle « Concordia »[13].
- Salon des peintres du Rhône[13].

### Héraldique, logotype et devise
| Blason de La Coucourde | Écartelé d'argent et d'or, le 1er chargé d'une courge, le 2e d'une croix latine et d'une coquille renversée brochant en pointe, le 3e de trois clés de sable, contournées, posées en fasces et rangées en pal, le 4e de l'église du lieu posée sur trois coupeaux, toutes les pièces, sauf les clés, en ombre de sable. |